# 志賀淑雄
志賀 淑雄（しが よしお、1914年（大正3年）3月28日 - 2005年（平成17年）11月25日）は、日本の海軍軍人。海兵62期。最終階級は海軍少佐。東京都出身。旧姓は四元。

## 経歴
大正3年、東京府（現・東京都）で四元賢助海軍少将の三男として生まれる。本籍は鹿児島。父の賢助は、海軍兵学校教官として山本五十六、豊田副武らを教えており、子供の教育にも厳格であった。山口中学を経て、1931年（昭和6年）4月海軍兵学校62期に入学。同期に伏見宮博英王がおり、伏見宮が掃除の時間に列に割り込んだ際、志賀はそれを注意してバケツを蹴飛ばした。その件が殴ったという噂に飛躍して多少の摩擦も生じたが、後に父の訃報を受けた志賀に帰宅許可が出たのは伏見宮の計らいであった。1934年（昭和9年）5月27日、海軍記念日に行われた横空分隊長源田実大尉が率いる特殊編隊飛行（源田サーカス）の公演を同期生と見学してパイロットの道を決心した。1935年（昭和10年）11月17日、海軍兵学校を卒業、少尉候補生として練習航海に出発。その後、遠洋航海（オーストラリア〜ハワイ）を行う。1936年（昭和11年）2月26日、二・二六事件に遭遇した。海軍砲術学校生徒だった志賀は機銃小隊長を命じられ海軍省の警備にあたった。4月、海軍少尉任官。12月、第28期海軍飛行学生を拝命、霞ヶ浦海軍航空隊付。1937年（昭和12年）9月佐伯海軍航空隊付、戦闘機専修。

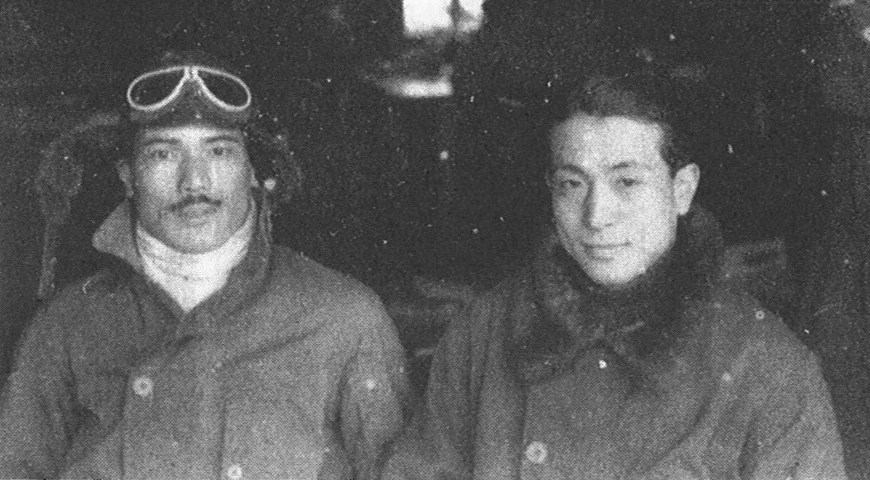
1938年南京基地にて。左：黒岩利雄一等飛曹、右：志賀（四元）

1938年（昭和13年）1月、南京の第13航空隊着任。日中戦争に参加。2月25日、戦闘機隊第二中隊長（96式艦戦 8機を指揮）として南昌老営房飛行場爆撃に向かう中攻機35機の護衛任務に従事。南昌市街地でI-15・I-16戦闘機30～50機あまりと交戦し、この初陣でI-15 1機を撃墜した。
8月、横須賀航空隊着任（分隊士）。12月、空母赤城に乗組。1939年（昭和14年）11月、大分航空隊分隊長。同月、海軍大尉に進級。1940年（昭和15年）9月、婿養子として婚姻、志賀に改姓。

### 太平洋戦争（大東亜戦争）
1941年（昭和16年）4月、第一航空艦隊所属の空母加賀先任分隊長に着任。搭乗員には作戦が明かされないまま、真珠湾攻撃を想定した訓練が行われる。次の目標を推測する搭乗員の中に訓練内容から真珠湾ではないかと声にするものが現れ、第一航空艦隊参謀源田実中佐は機密保持のため、搭乗員に作戦を知らせる許可を取る。10月末、源田参謀が零戦で飛来して志賀たちに十二月の真珠湾攻撃を明かした。志賀は源田参謀への気安さから、自分たちは堂々と艦隊決戦で戦っても勝てる自信があると発言した。源田参謀は、余計なことを言うな、だいたい最初は片道攻撃の計画だったのだと答えた。志賀は、それほど深く検討されたのかと思う反面、下級士官に一カ月も前にこんな大事を知らせたことを疑問に思い、また以降は作戦への大きな重圧を感じたという。
12月8日、大東亜戦争劈頭の真珠湾攻撃に参加。志賀は板谷茂少佐率いる第一次攻撃隊に空母加賀第二制空隊長として出撃。零式艦上戦闘機（零戦）9機を率いてオアフ島飛行場に最初の攻撃を行った。加賀戦闘機隊飛行隊長に着任。加賀は、昭和17年1月20日ラバウル攻撃、21日カビエン攻撃、22日第2次ラバウル攻撃、2月19日、ダーウィン空襲、3月5日、ジャワ海掃討戦などで連戦連勝する。
1942年（昭和17年）4月、隼鷹飛行隊長に着任。正規空母の加賀から商用船を改造した隼鷹への転任が不服で、第一航空艦隊参謀源田実中佐に抗議した際に、源田参謀から加賀艦長岡田次作大佐と何かあっただろうと言われ、志賀は部下に加賀の甲板上で体操することを許可して岡田艦長と口論になったことが思い当ったという。また、岡田はもともと上官に対して直言する志賀の態度を快く思っていなかったようだったという。1942年6月、ダッチハーバー攻撃に参加。10月26日、南太平洋海戦に参加。第一次、第三次攻撃隊を指揮して、米空母エンタープライズおよびホーネットを攻撃、大破させた。1942年12月、飛鷹飛行隊長に着任。
1943年（昭和18年）1月、海軍航空技術廠のテストパイロットに着任。前任者の周防元成（同期）が志賀はむちゃをやるので戦場にいたら死んでしまうと心配して推薦した。志賀は、海軍航空技術廠のテストパイロットが軍で最も真剣に当たった時期かもしれないと回想している。紫電改の設計者菊原静男は、設計者と協力して紫電改を役に立つ戦闘機に仕上げたのは志賀少佐の力によるところが大きいと語っている
。志賀はテストパイロットを務めた経験から、「烈風」は使えない機体だと思ったという。零戦の後継機とされていたが、零戦を大きくしただけの機体であり、被弾面が大きく、防弾を考慮していないこと、またこの時期に必要とされた高高度性能や速度性能より格闘性能にこだわっていたことが理由だという。一方、「紫電改」は何にでも噛みついていける猪のようなおてんば娘と評価し、使える機体だと思ったという。「信濃」飛行長に任ぜられたが、着任前に信濃が沈没して中止。

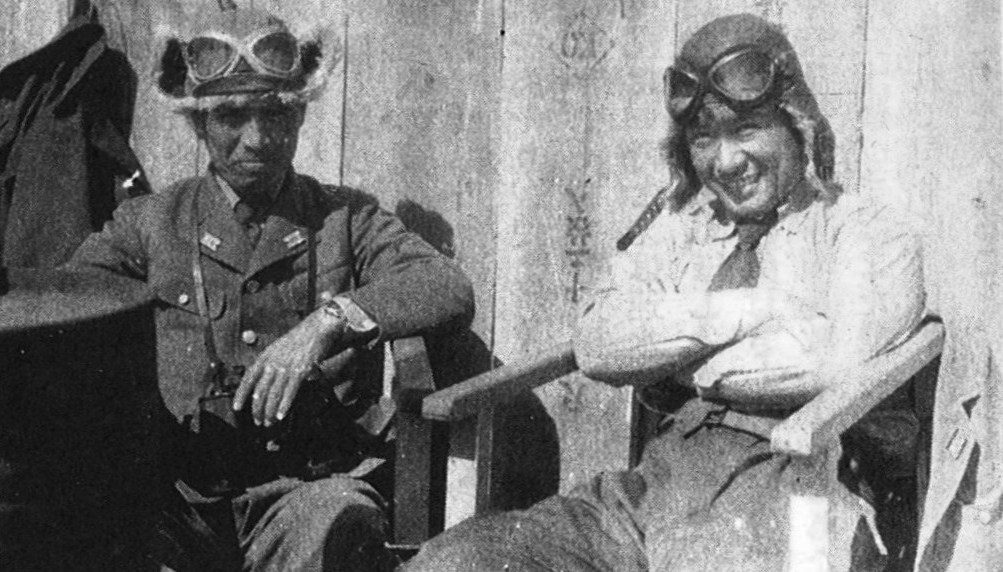
第三四三海軍航空隊時代。1945年春、松山基地にて。右：志賀、左：源田司令

1945年（昭和20年）1月、第三四三海軍航空隊（以下「343空」とする）の飛行長に着任。志賀がテストパイロットを務めた紫電改が集中配備された。志賀は司令の源田実大佐とともに戦闘の指揮に当たる。志賀に谷田部空への転任辞令が来た際、源田司令が中央に掛け合って引き留めている。
志賀はまだ出撃するつもりで三人の飛行隊長に指導したが、三人とも馬耳東風といった様子であったため、それに逆らわず、三人に対し司令と直結して意向を聞き、思想を統一するように指示した。志賀によれば、これは非常によかったようだという。志賀自身もかつて先輩の源田実が「赤城」に来る時、源田より技術が下であるにもかかわらず、同僚とともにその着艦を評定するといった増長があり、そのくらいの気持ちがなければ戦闘機乗りなどは勤まらないのかも知れないと語っている。こういった理由から志賀は地上で搭乗員の支援に徹することを決心した。
第五航空艦隊が343空に特攻を下問した際、志賀は「私が先頭で行きます。兵学校出は全て出しましょう。予備士官は出してはいけません。源田司令は最後に行ってください。ただし条件として、命令してきた上級司令部の参謀が最初に私と来るというなら343空はやります」と上申、源田司令も「全くだ」と同意して、その意思を上に伝え、それ以降343空には特攻の話が来なくなった。志賀は、特攻には反対で指揮官として絶対やっちゃいけない、自分が行かずにお前ら死んでこいというのは命令の域じゃない、行くなら長官や司令が自ら行くべきだと考えていたという。
8月、大村基地で終戦を迎える。司令が終戦を確かめに中央に向かった際、残っている紫電改18機で最後の総飛行を行なった。一方、厚木航空隊事件を起こした小園安名率いる第三〇二海軍航空隊（302空）の使者が決起への参加を求めに来たが、「わが隊は行動をともにしない。余計なことをするな、帰れ!」と一喝して追い返した。

### 戦後
8月19日、中央で終戦の真意を確かめて戻った源田司令は志賀に皇統護持作戦を明かした。志賀は、参加者の選出方法を一任してほしいと源田司令に許可をもらい、准士官以上で源田司令と自決するものを集めて作戦を明かし、彼らで作戦を行った。後に志賀は川南工業に就職して潜伏したが、源田司令が他の隊員と同じように志賀と接するため、もう自分は必要ないと感じて辞任した。天皇制存続が決まると活動は終了。1953年（昭和28年）鉄輪温泉に解散のため集まった。志賀によれば、人払いができなかったので源田司令の明言がなく、隊員には十分に解散が伝わらなかったという。志賀の提案で、改めて1981年（昭和56年）1月7日東郷神社和楽殿に招集し、源田司令より同志生存者17名を前に皇統護持作戦の終結が正式に伝達された。解散式は「赤のれん」2階で行われた。
10月、大村基地において米海兵隊第22航空団が紫電改80機を領収、6機をテスト飛行して3機を米にサンプルとして持ち帰ることになった。10月13日から15日までテストを行い、10月16日に運搬した。志賀は343空隊員と共にテスト飛行と横須賀への空輸を務めた。
1953年（昭和28年）ノーベル工業に入社。警察官の護身装備（防弾・防刃チョッキ）、伸縮式特殊警棒、爆発物処理機材などを開発し、1955年（昭和30年）社長に就任、1994年（平成6年）会長に退くまで務めた。
志賀は自衛隊や米軍からたびたび招待された講演や式典で零戦搭乗員として大好評であり、また、戦死者に対する慰霊活動にも努めていた。1989年（平成元年）2月24日、昭和天皇の大喪の礼に元日本海軍士官の代表の一人として招待され、胸ポケットに戦死した部下の名簿を忍ばせて御冥福を祈ったという。零戦搭乗員会の代表（4代目）を務める。
撃墜数を尋ねられた志賀は、「単独撃墜は六機でございます。あと協同撃墜はもっと多うございます。ある程度撃っておいて、まだ撃墜記録のない新参の列機に墜させるんでございます」と語っている。また、日本海軍にエースといった称号はなく、全て共同戦果として考えるのが伝統であり、海軍パイロットが英雄のように取り上げられる戦後の風潮に疑問を感じるという。
2005年（平成17年）11月25日、死去。享年91。